# ليو بن (لاعب كرة قدم)

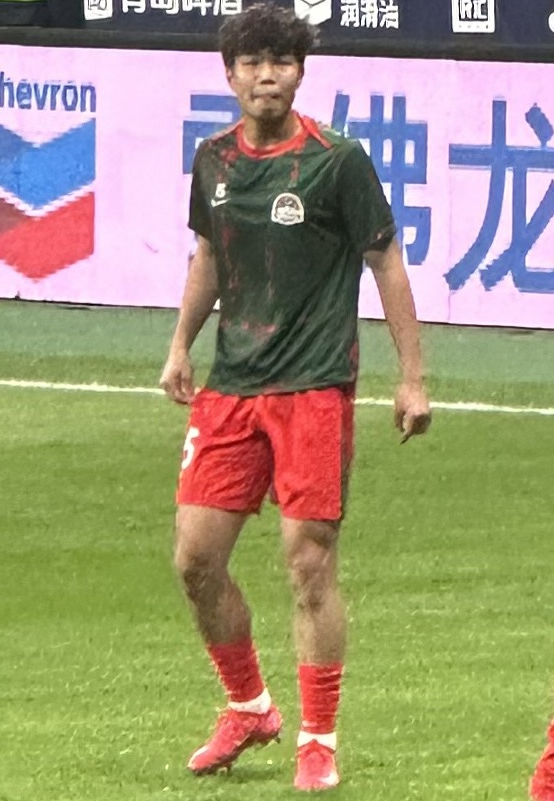
ليو بن، يانغ كو 25 أبريل 2025

ليو بن هو رياضي ولاعب كرة قدم صيني، ولد في 2 مايو 1998 في شاندونغ في الصين. لعب مع بيزانيا نوفي بلغراد ‏.

## وصلات خارجية
- ليو بن على موقع قاعدة بيانات كرة القدم.إي يو (الإنجليزية)
- ليو بن على موقع Soccerway.com (الإنجليزية)